# Chico Rei (filme)
Chico Rei é um filme brasileiro de 1985, do gênero drama histórico, dirigido por Walter Lima Jr..

## Elenco
- Severino D'Acelino .... Chico Rei
- Antônio Pitanga .... Bené
- Carlos Kroeber .... governador
- Cosme dos Santos .... Muzinga
- Cláudio Marzo .... Felipe dos Santos
- Maurício do Valle .... comerciante
- Anselmo Vasconcelos .... Pascoal
- Othon Bastos .... Paranhos
- Zaira Zambelli .... Dorinha
- Maria Fernanda .... Nenzica
- João Acaiabe .... Sr. Hermes, comissário dos negros livres de Vila Rica
- Chico Díaz
- Haroldo de Oliveira
- Luíza Maranhão
- Nelson Dantas
- Marcus Vinicius ... Mestre Antônio
- Rainer Rudolf ... padre
- Alexander Allerson ... Seixas
- Cláudia Reschel
- Delanir Dias
- Eduardo Machado
- Manfredo Colasanti
- Márcio Alexandre
- Mario Gusmão
- Paulo Augusto
- Renato Coutinho
- Sergio Maia
- Zenaide Zenah
- Zora Santos
- Wilson (Macalé) dos Santos

## Produção
O roteiro é baseado em poesias de Cecília Meireles e na tradição oral mineira bem como na memória do negro brasileiro.
A trilha sonora é de Wagner Tiso e Grupo Vissungo, com a participação de Fernando Brant, Milton Nascimento, Naná Vasconcelos e Geraldo Filme.
As filmagens, que começaram em 1979, ocorreram em Ouro Preto, em Minas Gerais e em Paraty, no Rio de Janeiro.

## Prêmios e indicações
Rio-Cine Festiva: 1986
- Venceu nas categorias melhor produção e melhor som

Festival de Brasília: 1986
- Venceu na categoria de melhor figurino.

Festival de Bogotá: 1987 (Colômbia)
- Venceu nas categorias de melhor filme sul-americano e melhor trilha sonora de filme sul-americano.
- Indicado na categoria de melhor filme.